# Diócesis de Bagamoyo
La diócesis de Bagamoyo (en latín: Dioecesis Bagamoyensis, en inglés: Roman Catholic Diocese of Bagamoyo y en italiano: Jimbo Katoliki la Bagamoyo) es una circunscripción eclesiástica de la Iglesia católica en Tanzania. Se trata de una diócesis latina, sufragánea de la arquidiócesis de Dar es-Salam. Desde el 7 de marzo de 2025 su obispo electo (en espera de la inauguración de la diócesis) es Stephano Lameck Musomba, de la Orden de San Agustín.

## Territorio y organización

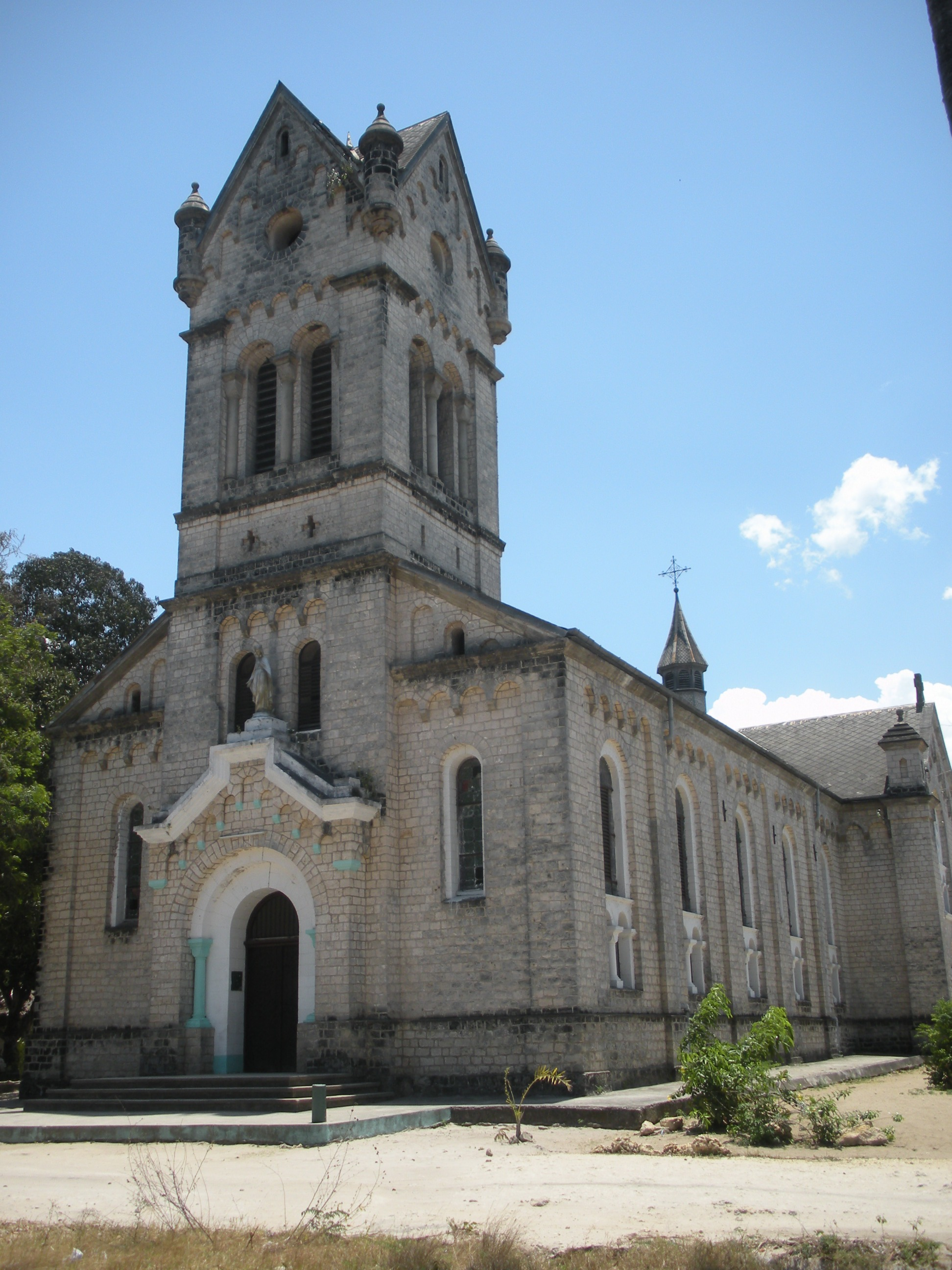
Iglesia del Espíritu Santo, en Bagamoyo, construida en 1872 es la más antigua de África oriental continental

La diócesis tiene 10 345 km² y extiende su jurisdicción sobre los fieles católicos de rito latino residentes en parte de la región de Pwani.
La sede de la diócesis se encuentra en la ciudad de Bagamoyo, en donde se halla la Catedral del Inmaculado Corazón de María.
En 2025 en la diócesis existían 22 parroquias.

## Historia
En 1868 el padre Antoine Horner, de la Congregación del Espíritu Santo, que buscaba un lugar en el continente de África Oriental para establecer la primera misión católica, llegó a Bagamoyo y decidió establecer la misión aquí. En ese momento, era una ciudad cosmopolita con sus grupos étnicos locales y también gente de Arabia, India, países musulmanes, parsis, Goa y Europa. Era un centro comercial y era bien conocido por su comercio de esclavos. La tierra necesaria para la misión fue donada por musulmanes bajo el liderazgo del sultán Majid en 1868. Se inició así la Misión del Espíritu Santo de Bagamoyo.
La diócesis fue erigida el 7 de marzo de 2025 por el papa Francisco, tomando su territorio de la arquidiócesis de Dar es-Salam y de la diócesis de Morogoro. Bagamoyo ya había sido sede del vicariato apostólico del mismo nombre, del que se originó la diócesis de Morogoro en 1953.

## Estadísticas
Según el Boletín de la Santa Sede del 7 de marzo de 2025, la diócesis tenía a principios de 2025 un total de 92 345 fieles bautizados.
| Año                                                                             | Población            | Población | Población      | Sacerdotes | Sacerdotes    | Sacerdotes    | Bautizados por sacerdote | Diáconos permanentes | Religiosos | Religiosos | Parroquias |
| Año                                                                             | Bautizados católicos | Total     | % de católicos | Total      | Clero secular | Clero regular | Bautizados por sacerdote | Diáconos permanentes | Varones    | Mujeres    | Parroquias |
| ------------------------------------------------------------------------------- | -------------------- | --------- | -------------- | ---------- | ------------- | ------------- | ------------------------ | -------------------- | ---------- | ---------- | ---------- |
| 2025                                                                            | 92 345               | 459 596   | 20.1           | 45         | 8             | 37            | 2052                     |                      |            | 7          | 22         |
| Fuente: Catholic-Hierarchy, que a su vez toma los datos del Anuario Pontificio. |                      |           |                |            |               |               |                          |                      |            |            |            |

## Episcopologio
- Stephano Lameck Musomba, O.S.A., desde el 7 de marzo de 2025